# José Ramón Bauzá
José Ramón Bauzá Díaz (Madrid, 16 de noviembre de 1970) es un farmacéutico y político español, que ejerció de presidente de las Islas Baleares entre 2011 y 2015. Militante del Partido Popular entre 1996 y 2019, también fue alcalde de Marrachí entre 2005 y 2011 y senador entre 2015 y 2019. Desde 2019 hasta 2024, fue eurodiputado por Ciudadanos, encuadrado dentro del grupo parlamentario Renovar Europa. Como eurodiputado fue miembro de la Comisión de Transportes y Turismo, la Comisión Especial sobre la Pandemia de COVID-19 y de la delegación para las Relaciones con la Península Arábiga.

## Biografía
Casado e hijo de mallorquín y madrileña, se licenció en Farmacia por la Universidad Complutense de Madrid. Es el dueño y titular de una de las farmacias de su municipio de residencia, Marrachí.

### Trayectoria política en el Partido Popular
Se afilió al PP en 1996, y fue concejal en la oposición de su municipio desde ese año hasta 2003. En las elecciones autonómicas de mayo de 2007, repitió como candidato a la alcaldía del Ayuntamiento de Marrachí, cuando ganó con mayoría absoluta por el PP, tras haber ostentado la alcaldía desde 2005 gracias a un pacto de gobierno con Independents de Marratxí. Ha sido primer teniente de alcalde y concejal de Urbanismo y Sanidad de la localidad. 
En 2003 asume la presidencia de la junta local del PP de Marrachí. En el año 2008, tras la celebración del Congreso Regional del Partido Popular de las Islas Baleares que ganó la exvicepresidenta del Gobierno balear, Rosa Estaràs, es nombrado vicepresidente ejecutivo de la formación. Tras la dimisión de la presidenta de la formación política, José Ramón Bauzá es nombrado presidente del PP balear, en junta directiva extraordinaria, encuentro en el que se compromete a convocar un Congreso Extraordinario abierto, para dar palabra y posibilidad de elección a todos los afiliados del partido político.
El 7 de marzo de 2010 se celebró dicho congreso extraordinario abierto, que gana con un 70% de los votos contra Carlos Delgado, que se presentó por segunda vez a optar al cargo. Tras negociaciones, este se integró como vicepresidente ejecutivo del PP balear, junto con Joan Jaume, Rafel Torres y Toni Pastor, alcaldes de Calviá, Lluchmayor, Inca y Manacor, respectivamente. 
En noviembre de 2010 se presenta como candidato a la Presidencia de las Islas Baleares por el Partido Popular, que gana en las elecciones del 22 de mayo de 2011 por un 46,3% de los votos. Consigue así un total de 35 de los 59 escaños del Parlamento de las Islas Baleares, obteniendo mayoría absoluta y siendo investido presidente de las Islas Baleares el 18 de junio de 2011.
Durante el año 2013, el gobierno encabezado por Bauzá impulsa una ley para extender el trilingüismo a las educaciones primaria, secundaria y bachillerato. Esta ley, conocida como TIL, es muy controvertida entre los profesores y parte de la población. Entre el profesorado se lleva a cabo una huelga indefinida desde el 13 de septiembre de 2013. El 29 de septiembre de 2013, unas 90 000 personas se manifestaron en Palma, y también en las otras capitales insulares para apoyar la huelga de profesores, convirtiéndose en la mayor manifestación de la historia de Mallorca.
Debido a los malos resultados en las elecciones autonómicas de 2015, cuando el PP, pese a haber sido el partido más votado, no podría volver a gobernar, José Ramón Bauzá anunció el 26 de mayo de 2015 que no se presentaría a la reelección como presidente del PP de las Islas Baleares.
En enero de 2019 anunció su baja del PP. En abril de ese mismo año se anunció su incorporación a las listas de Ciudadanos al Parlamento Europeo como número 5 y en julio oficializó su afiliación a dicho partido.
En mayo de 2020 pasó a formar parte del Comité Ejecutivo Nacional de Ciudadanos bajo la presidencia de Inés Arrimadas.

## Trayectoria política
- 1995-1999: concejal en la oposición del Ayuntamiento de Marrachí.
- 2001-2003: teniente de alcalde de Urbanismo y Sanidad en el Ayuntamiento de Marrachí.
- 2005-2011: alcalde de Marrachí.
- 2007-2009: vicepresidente del Partido Popular de Baleares.
- 2009-2015: presidente del Partido Popular de Baleares.
- 2011-2015: presidente de las Islas Baleares.
- 2015-2019: senador designado por el Parlamento Balear.
- 2019-2024: eurodiputado de Ciudadanos.